# Boruto
Boruto (ＢＯＲＵＴＯ― ボルト?) è il sequel di Naruto composto da due serie manga diverse: Boruto: Naruto Next Generations (ＢＯＲＵＴＯ― ボルト ― ＮＡＲＵＴＯ ＮＥＸＴ ＧＥＮＥＲＡＴＩＯＮＳ―?), scritta da Ukyo Kodachi e disegnata da Mikio Ikemoto con la supervisione di Masashi Kishimoto fino a novembre 2020, quando Kodachi si è dimesso, e Kishimoto stesso è subentrato come scrittore; e Boruto: Two Blue Vortex (ＢＯＲＵＴＯ― ボルト ― ＴＷＯ ＢＬＵＥ ＶＯＲＴＥＸ―?), scritta sempre da Masashi Kishimoto e sempre disegnata da Mikio Ikemoto anch'essa a cadenza mensile a partire dal 21 agosto 2023. Esso costituisce uno spin-off e un sequel di Naruto, dello stesso Kishimoto. L'opera è stata pubblicata in Giappone dalla Shūeisha sulle pagine di Weekly Shōnen Jump a cadenza mensile dal 9 maggio 2016 a giugno 2019 per poi proseguire su V Jump da luglio 2019. Panini Comics ha annunciato l'inizio della pubblicazione dell'edizione italiana a partire da ottobre 2017.
Un adattamento anime della serie Next Generations, prodotto da Pierrot, è stato trasmesso in Giappone su TV Tokyo dal 5 aprile 2017 al 26 marzo 2023.

## Trama
La storia segue le vicende di Boruto Uzumaki, figlio di Naruto Uzumaki divenuto oramai il settimo Hokage di Konoha. Da quando suo padre ricopre la più alta carica nel villaggio, Boruto ha vissuto nella sua ombra. Cercando sempre di attirare l'attenzione di quest'ultimo, prese la ferma risoluzione di superarlo. Ma la vita condotta dai ninja è punteggiata da missioni complesse e addestramento rigoroso, imparerà anche nel modo più duro che diventare il miglior ninja non è un compito facile. In compagnia di Sarada Uchiha, la figlia di Sasuke Uchiha e Sakura Haruno e Mitsuki, il figlio di Orochimaru, Boruto scoprirà quindi l'universo dei ninja, così come i suoi fondamenti. Inizialmente sono narrate le vicende dell'undicesimo film della serie, Boruto: Naruto the Movie, ma finita questa parte la storia prosegue con archi narrativi inediti, arrivando allo scontro finale tra Boruto e Kawaki.

## Media

### Manga
Il manga ha iniziato la serializzazione sulle pagine di Weekly Shōnen Jump dal maggio 2016 al giugno 2019 a cadenza mensile, per poi proseguire su V Jump dal luglio 2019. Il primo volume in formato tankōbon, dal titolo Boruto Uzumaki!, è stato pubblicato in Giappone il 4 agosto 2016 e contiene i primi tre capitoli più il capitolo one-shot su Mitsuki, realizzato da Masashi Kishimoto. La prima storia del manga è un adattamento delle vicende viste nel film d'animazione Boruto: Naruto the Movie uscito nell'agosto del 2015, per la regia di Hiroyuki Yamashita, con il coinvolgimento di Masashi Kishimoto nel soggetto e nella sceneggiatura, co-scritta insieme a Ukyo Kodachi. Ad aprile 2023 è stata annunciata la pubblicazione di un altro manga che racconta la storia di Boruto e i suoi amici nel time skip con il titolo Boruto: Two Blue Vortex e tale serie viene pubblicata su V-Jump dal 21 agosto 2023.
In Italia il manga è edito Planet Manga ed è stato pubblicato a cadenza mensile/bimensile dal 2 novembre 2017 al 9 novembre 2023. Boruto: Two Blue Vortex viene pubblicato dallo stesso editore a partire dal 12 settembre 2024. La traduzione dei testi è curata da Wakako Hirabuki, con l'adattamento di Francesco Barbieri e il lettering è realizzato da Monica Rossi.

### Anime
Annunciato il 17 dicembre 2016, l'adattamento anime è stato trasmesso dal 5 aprile 2017 al 26 marzo 2023 su TV Tokyo. A differenza del manga che ha cominciato come adattamento del film Boruto: Naruto the Movie, l'anime incomincia la storia prima che Boruto e suoi amici diventino dei ninja. È stato realizzato da Pierrot e diretto da Noriyuki Abe e Hiroyuki Yamashita con la supervisione di Ukyo Kodachi, uno dei creatori della serie.
Nel corso della trasmissione si sono susseguite diverse sigle. Gli episodi che vanno dal numero 1 al 26 presentano il brano Baton Road dei Kana-Boon come sigle d'apertura mentre Dreamy Journey di The Peggies (ep. 1-13) e Sayonara Moon Town di Scenario Art (ep. 14-26) vengono adoperati in chiusura. Dal numero 27 al 51 invece sono stati utilizzati OVER di Little Glee Monster (apertura), Boku wa hashiri tsuzukeru di MELOFLOAT (chiusura, ep. 27-39) e Denshin tamashī di Game Jikkyōsha Wakuwaku Band (chiusura, ep. 40-51). Gli episodi che vanno dal 52 al 75 hanno come sigle It's all in the game di Qyoto (apertura), Kachō fūgetsu di Coala Mode (chiusura, ep. 52-63) e Raika di Bird Bear Hare and Fish (chiusura, ep. 64-75). Dall'episodio 76 al 100 sono stati adoperati i brani Lonely Go! di Brian The Sun (apertura), Polaris di Hitorie (chiusura, ep. 76-87) e Tsuyogari LOSER di ЯeaL (chiusura, ep. 88-100). Gli episodi 101-126 presentano le canzoni Golden Time di FujiFabric (apertura), Ride or Die di Skypeace (chiusura, ep. 101-113) e The Incomplete Lights di Haruka Fukuhara (chiusura, ep. 114-126). I successivi episodi, quelli che vanno dal 127 al 150, invece fanno uso dei brani Teenage Dream di miwa (apertura), Wish on di LONGMAN (chiusura, ep. 127-138) e Fireworks di Flowback (chiusura, ep. 139-150). Dal numero 151 al 180 sono stati utilizzati Hajimatteiku takamatteiku di Sambomaster (apertura), Maybe I di Seven Billion Dots (chiusura, ep. 151-168) e Central di Ami Sakaguchi (chiusura, ep. 168-180). Dall'episodio 181 al 205 sono presenti Baku degli Ikimono Gakari (apertura), Answers di Mol-74 (chiusura, ep. 181-192) e Kimi ga ita shirushi di halca (chiusura, ep. 193-205). Altro cambio avviene dal 206 al 230 dove compaiono Gamushara di CHiCO with HoneyWorks (apertura), Who are you? dei PELICAN FANCLUB (chiusura, ep. 206-218) e Prologue di JO1 (chiusura, ep. 219-230). Per gli episodi 231-255 si possono udire Gold dei Flow (apertura), Voltage di Anly (chiusura, ep. 231-242) e Twilight Fuzz dei THIS IS JAPAN (chiusura, ep. 243-255). Dall'episodio 256 al 281 vengono impiegate Kirarirari dei Kana-Boon (apertura), Bibōroku dei Lenny Code fiction (chiusura, ep. 256-268) e Ladder di Anonymouz (chiusura, ep. 269-281). Per gli episodi 282-293 sono state utilizzate Shukuen degli Asian Kung-Fu Generation (apertura) e Mata ne degli Humbreaders (chiusura).

### Romanzi
Il primo di una serie di romanzi intitolati Boruto: Naruto Next Generations Novel (BORUTO－ボルト－－NARUTO NEXT GENERATIONS－ NOVEL?, Boruto: Naruto Nekusuto Jenerēshonzu Noberu) è stato pubblicato in Giappone il 2 maggio 2017 con il titolo Nuove foglie nel cielo azzurro! (青天を翔る新たな木の葉たち!?, Seiten o kakeru arata na Konoha-tachi!). Il secondo romanzo, La voce che chiama dall'ombra! (影からの呼び声!?, Kage kara no yobigoe!), è stato pubblicato in Giappone il 4 luglio 2017. Il terzo romanzo, Coloro che illuminano la notte dei ninja! (忍の夜を照らす者!?, Shinobi no yoru o terasu mono!), è stato pubblicato il 4 settembre 2017. Questi primi tre romanzi sono stati scritti da Kou Shigenobu e raccontano gli eventi del primo arco narrativo dell'anime. Il quarto romanzo, Cronache di una gita tumultuosa! (修学旅行血風録?, Shūgakuryokō Keppūroku), che narra le vicende del terzo arco narrativo dell'anime, è stato scritto da Kiyomune Miwa e pubblicato il 2 novembre 2017. Il quinto e ultimo romanzo, L'ultimo giorno all'Accademia! (忍者学校最後の日！?, Ninja Gakkō Saigo no Hi!), che narra le vicende del quarto arco narrativo dell'anime, è stato scritto da Kou Shigenobu e pubblicato il 4 gennaio 2018.

## Accoglienza
Il manga è stato generalmente ben accolto in Giappone. Nella settimana di uscita, il primo volume del manga ha venduto 183.413 copie. La serie aveva un milione di copie stampate entro gennaio 2017. Nel 2018, il quarto volume del manga ha ricevuto una tiratura iniziale di 450.000 copie.